# グラドゥス・アド・パルナッスム
グラドゥス・アド・パルナッスム（ラテン語：Gradus ad Parnassum）とは、パルナッソス山への階梯という意味のラテン語。「階梯」とはこの場合は「段階」を意味する。パルナッソス山は芸術や学問の聖地とされ、「グラドゥス・アド・パルナッスム」という題は芸術の教則本などによく用いられた。以下のような例がある。
- ヨハン・ヨーゼフ・フックスの対位法教本（1725年）。対位法教本の古典的存在である。
- ムツィオ・クレメンティが作曲した指の練習のための教本（1817年、1819年、1826年）。当時は指のために書かれた練習曲が少なかったので、ピアノ学習者にとって貴重な教本であった。後にクロード・ドビュッシーは、「子供の領分」（1908年）の第一曲として「グラドゥス・アド・パルナッスム博士」という曲を書いてこの練習曲集を皮肉っている。
- カール・チェルニーは「新グラドゥス・アド・パルナッスム（Nouveau Gradus ad Parnassum）」と題された曲集（Op. 822）を作曲した。